# カズマ・スパーキン
カズマ・スパーキング（1984年2月10日 - ）は、日本のお笑いタレント、ものまねタレント。
大阪府出身。本名は、常峰 一真（つねみね かずま）。

## 来歴・人物
大阪府立旭高等学校を卒業した。2002年、大阪NSCに25期生として入学した（同期生にジャルジャル、プラスマイナス、銀シャリ、ヒューマン中村など）。2003年4月にデビュー。当初はよしもとクリエイティブ・エージェンシー（大阪吉本→東京吉本）に所属した。
2008年4月にNSC同期生の佐藤晃司、松田栄一郎とトリオ『トリプルエンジョイ』を結成した。大阪時代はbaseよしもとなどに出演した。2012年5月14日付けでトリプルエンジョイを解散し、以後はピン芸人に転向して芸名を「カズマ・スパーキン」とする。2015年によしもとを退社して、浅井企画に移籍した。事務所内外のライブの他、そっくり館キサラでも活動している。
2014年の歌ネタ王決定戦では準決勝まで進出した。
2019年、自身の物真似の代表レパートリーである「ドラえもん」のジャイアンの誕生日の6月15日に結婚した。妻はフリーのイラストレーターで、父は弘兼憲史、母は柴門ふみである。
2024年6月30日をもって、浅井企画を退所した。
趣味は映画、海外ドラマ、アニメ観賞（特にスター・ウォーズ・シリーズ、ハリー・ポッターシリーズはマニアと言われるほどのファン）、料理、読書。
コード進行を聴いた上で適当なメロディを付けられることが特技である。
剣道初段、危険物取扱者免状乙4種の資格有り。
好きな色は青。

## 芸風
主に物真似で活動する。その中でも代表的なレパートリーは「ドラえもん」のキャラクターのジャイアンこと剛田武で、ジャイアンと同様のオレンジ色を基調としたシャツに髪型も似せて、物真似ネタを披露する。リサイタルをやる時の様子から入り、アニメでの演出と同じようなエコーも自分で付けて演じてしている。ただしこのエコーの表現は欽ちゃん劇団所属の北野康広がジャイアンリサイタルの物真似として先に公開していた物と酷似しており、それを参考にした可能性がある。
かつては公式プロフィールの宣材写真もジャイアン物真似の写真が第一として掲載されていた。
その他の物真似レパートリーには以下のものがある（#外部リンク掲載の「公式プロフィール」による）。ジャイアンの物真似から流れで、以下の物真似へと変化して行くというパターンもある。

### ものまねレパートリー
アニメキャラ
- 「ドラえもん」のキャラクター
  - ジャイアン（剛田武）
  - 骨川スネ夫
- フリーザ（「ドラゴンボール」のキャラクター）
- 「ヤッターマン」のキャラクター
  - ドクロベー
  - ボヤッキー

有名人
- 秦基博
- 影山ヒロノブ
- 水木一郎
- 串田アキラ
- きただにひろし
- 遠藤正明
- 福山芳樹
- PSY（江南スタイル）
- ルイ・アームストロング
- 竹内力
- もんたよしのり
- hyde
- 大友康平

## 出演

### バラエティ
- ものまねグランプリ（日本テレビ）-「アニメオールスターズ」のメンバーなどで出演（2013年12月22日など）
- しゃべくり007（日本テレビ）
- 行列のできる法律相談所（日本テレビ）
- 24時間テレビ 「愛は地球を救う」 37（日本テレビ）- 2014年8月31日
- WADAIの王国（TBS）- 2014年9月4日、2014年11月13日、2014年11月21日、2015年1月29日、2015年3月27日
- DASHでイッテQ！行列のできるしゃべくり日テレ系人気番組No.1決定戦（日本テレビ）- 2014年10月5日
- マネまねSHOW TV〜IT'S SHOW TIME〜（千葉テレビ放送）- 不定期出演
- サンバリュ「ベツカク」（日本テレビ）- 2015年8月9日
- お願い!ランキング（テレビ朝日）- 2015年8月13日、2015年9月24日
- コレ考えた人、天才じゃね!? 〜今すぐ役立つ生活の知恵、集めました〜（テレビ東京）- 2015年11月6日
- スッキリ!!（日本テレビ）- 2015年12月25日「スッタメ」コーナー
- 『ぷっ』すま（テレビ朝日）- 2016年5月19日
- ネクストブレイク「絵に描いたような、アレ」（日本テレビ）- 2016年5月19日
- 有田ジェネレーション（TBS）- 2016年7月5日 - 12月1日
- ヒルナンデス!（日本テレビ）- 2020年5月26日
- ウチのガヤがすみません!（日本テレビ）- 2020年9月22日

### ドラマ
- 晴れときどきモンスト（キッズステーション）- 石川 役
- あの子が生まれる…（FOD、2020年）
- 恋する母たち（TBS、2020年10月23日 - 12月18日） - 八木尚人 役
- バツコイ 第4話（2024年11月10日、BSテレ東）

### 舞台
- 同窓会～その怨み晴らして候～（2018年7月11日 - 16日、ザ・ポケット）
- 時を紡ぐもの（2019年5月22日 - 27日、萬劇場） - スマイリー梨田 役
- 天国の本屋（2020年1月17 - 25日、よみうり大手町ホール / 1月31日 - 2月2日、サンケイホールブリーゼ） - アズマ 役
- 立ち呑みパラダイス2020（2020年2月17日 - 23日、池袋シアターグリーンBASE THEATER） - 成田仁木夫 役

### ラジオ
- 高柳明音の生まれてこの方（アール・エフ・ラジオ日本）- 2015年9月27日
- 吉田照美 飛べ!サルバドール（文化放送）- 2016年8月15日